# 山野りんりん
山野 りんりん（やまの りんりん、11月30日 - ）は日本の漫画家。射手座のA型。山口県山口市出身、在住。

## 経歴・概要
当初はOLとして会社勤めをしていたが、幼少期からの夢である漫画家を諦めきれずに退社。1998年、集英社の雑誌『ぶ〜けデラックス』において、『サインは春一番』でデビューした。デビュー誌は少女漫画誌であったが、まんがくらぶオリジナルに連載された「はにーすぃーとティータイム」が2001年から2005年まで表紙に採用されるなど同誌の主力作品となったこともあり、現在では集英社の『ぶーけ』や『マーガレット』などの少女誌にも時おり読み切り作品を発表しているものの、4コマ漫画誌に重点を置いた執筆活動をしている。
公式サイトでは、4コマ漫画や猫漫画を主に描くとしている。少女漫画誌でデビューしたこともあり、作風も少女漫画風のコメディをベースに置いたものが多いが、「まんがライフ」の企画ものとして掲載された4コマ漫画の分類においては後藤羽矢子と共に「萌え4コマ漫画の代表的な作家の一人」として紹介されていた。作品作りにOL時代の経験が生かされる他、日常生活での見間違い・聞き間違いやニュースから想像を膨らませた着想などを作品のネタにしている。また、作中の登場人物名前は、山口県内の地名に由来する場合も多い。

## 作品リスト

### 連載中の作品
- ねこだけ（『おとなのねこぱんち』少年画報社）

### 連載終了作品
- 骨董あなろ具屋（『クッキー』、『クッキーBOX』集英社）
- ナギーにおまかせ!（『まんがくらぶオリジナル』竹書房）
- メデューサの朝（『まんがくらぶ』竹書房）
- はにーすぃーとティータイム（『まんがくらぶオリジナル』竹書房）
  - はにーすぃーとティータイム珈流編（『まんがライフMOMO』竹書房）
- へなレシピ!（『本当にあった笑える話』ぶんか社）※料理コラム
- 気ままなストロベリー（『まんがタイムラブリー』芳文社）
- じゃじゃ猫に日々首ったけ（「我が家のニャンコは世界一ッ!!」より改題、『あにまるパラダイス』→『まんがくらぶオリジナル』竹書房）
- ねこなり（『ねこぱんち』少年画報社）
- ねこぶとんねこまくら（『あにまるパラダイス』竹書房）
- ちこりん日記（『まんがくらぶ』竹書房）
- ちょこっとファーム（『まんがライフWIN+』竹書房）
- スーツ主夫☆ゴロー（『主任がゆく!スペシャル』ぶんか社）
- お風呂場のアレ（『まんがくらぶ』竹書房）
- さいふねこ（『ゆるゆるねこぱんち』少年画報社）
- ヒジキのお仕事（『あにまるパラダイス』→『まんがくらぶオリジナル』竹書房）
- 猫侍 〜玉之丞 江戸へ行く〜（『ねこぱんち』少年画報社）

### 読み切り
- 猫侍（『お江戸ねこぱんち』少年画報社などに計5回にわたって単発で掲載）

※ その他単行本未収録、未単行本化多数

## 単行本リスト
- はにーすぃーとティータイム（竹書房、全4巻）
  1. 2001年12月発行、ISBN 4-8124-5599-5
  2. 2002年12月発行、ISBN 4-8124-5746-7
  3. 2004年1月発行、ISBN 4-8124-5907-9
  4. 2005年7月発行、ISBN 4-8124-6215-0
- メデューサの朝（竹書房、全2巻）
- 骨董あなろ具屋（集英社、2001年 - 2009年、全2巻、第25話以降単行本未収録、未完）
- 気ままなストロベリー（2004年1月発行、芳文社、ISBN 4-8322-6320-X）
- じゃじゃ猫に日々首ったけ（2006年2月発行、竹書房、ISBN 4-8124-6439-0）
- あなたに猫ぱんち（2006年3月発行、竹書房、ISBN 4-8124-6443-9）
- ちこりん日記（竹書房、全1巻、未完）
  1. 2007年4月発行、ISBN 978-4-8124-6565-3
- はにーすぃーとティータイム珈流編（竹書房、全2巻）
  1. 2007年9月発行、ISBN 978-4-8124-6740-4
  2. 2009年4月発行、ISBN 978-4-8124-7075-6
- ナギーにおまかせ!（2008年6月発行、竹書房、ISBN 978-4-8124-6828-9）
- スーツ主夫★ゴロー（ぶんか社、既刊1巻）
  1. 2011年3月発行、ISBN 978-4-8211-7132-3
- ねこなり（少年画報社、2010年 - 2011年、全2巻）
  1. 2011年10月発行、ISBN 978-4-7859-3720-1
  2. 2011年12月発行、ISBN 978-4-7859-3752-2
- ヒジキのお仕事（竹書房、2007年 - 2014年、既刊3巻）
  1. 2012年9月発行、ISBN 978-4-8124-7988-9
  2. 2013年10月発行、ISBN 978-4-8124-8438-8
  3. 2014年8月発行、ISBN 978-4-8124-8750-1
- ちょこっとファーム（2014年4月発行、竹書房、2013年 - 2014年、ISBN 978-4-8124-8562-0）
- ニャンコあるある（2014年9月発行、白夜書房、ISBN 978-4-86494-039-9）
- 猫侍 玉之丞が行く（2016年8月発行、少年画報社、ISBN 978-4-7859-5842-8）
- 猫まみれライフ （2019年1月発行、フェリシモ出版、ISBN 978-4-89432-780-1）